# Józef Kowalski (padre)
Józef Kowalski, S.D.B. (Siedliska, 13 de março de 1911 – Auschwitz, 4 de julho de 1942), foi um padre católico polonês membro da Sociedade Salesiana assassinado no campo de concentração de Auschwitz durante a Segunda Guerra Mundial. Ele foi beatificado em Varsóvia em 13 de junho de 1999 pelo papa São João Paulo II.

## Biografia

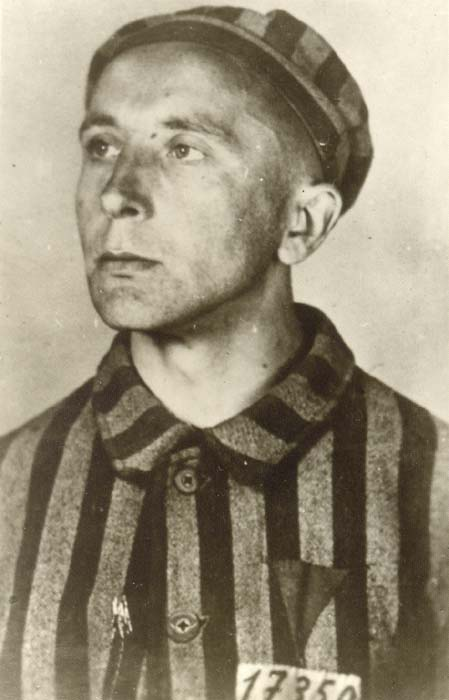
Padre Jozéf, o prisioneiro n.º 17350 no campo de concentração de Auschwitz

Józef Kowalski nasceu em Siedliska (Polônia dividida) em 13 de março de 1911, filho de Wojciech e Zofia Borowiec, o sétimo de nove filhos. Foi ordenado sacerdote em 29 de maio de 1938 em Cracóvia como membro da Sociedade Religiosa Salesiana, e assumiu o cargo de secretário do provincial salesiano. Durante a ocupação alemã da Polônia, os salesianos continuaram seu trabalho educacional. A Gestapo prendeu Jozéf Kowalski em 23 de maio de 1941, junto com outros onze salesianos que trabalhavam em Cracóvia. Eles foram levados para a prisão de Montelupich e torturados.
O padre Jozéf Kowalski foi enviado para o campo de concentração de Auschwitz em 26 de junho de 1941 (prisioneiro número 17.350 ou 17.950). Lá, ele ministrou secretamente aos seus companheiros de prisão no Bloco 25 e tentou fortalecer sua vontade de sobreviver à vida cotidiana no campo. Ele absolveu vítimas condenadas, geralmente em segredo, mas pelo menos uma vez na frente de todos no momento da execução em massa. Ele era conhecido em Auschwitz simplesmente como "Padre Józef". Em uma chamada, ele foi ordenado pelo Blockführer Gerhard Palitzsch a pisar em seu rosário quando fosse descoberto com ele. Ele recusou. Como punição, ele foi designado para uma companhia penal. Em sua última carta aos pais, Józef escreveu:
Não se preocupem comigo; estou nas mãos de Deus. Quero garantir que sinto a Sua ajuda a cada passo. Apesar da situação atual, estou feliz e em completa paz.
Em 3 de julho de 1942, ele foi ridicularizado, escarnecido e severamente espancado pelos guardas por ser padre. Na mesma noite, seus opressores o retiraram de seu quartel, o espancaram gravemente do lado de fora e possivelmente o afogaram. O corpo de padre Jozéf foi encontrado no dia seguinte e queimado junto com outros. Ele tinha 31 anos.

## Beatificação
Os poloneses começaram a venerar sua memória após a Segunda Guerra Mundial. O Papa João Paulo II conheceu o padre Jozéf Kowalski pessoalmente antes da guerra, quando ele vivia e servia na Paróquia de Santo Estanislau Kostka no distrito de Dębniki, em Cracóvia. Durante uma de suas visitas de retorno à Polônia, João Paulo II o beatificou em Varsóvia em uma missa cerimonial de três horas em 13 de junho de 1999, com a presença do presidente Aleksander Kwaśniewski e diante de outras 600.000 pessoas. Jozéf Kowalski foi um dos 108 mártires poloneses da Segunda Guerra Mundial beatificados pelo pontífice naquele dia.